# Кожебергенов, Алиаскар
Алиаскар Кожебергенов (каз. Қожабергенов Әлиасқар, 1924 — январь 1942) — красноармеец, Герой Советского Союза, включённый в списки 28 героев-панфиловцев вместо Даниила Кожубергенова. Так как к моменту подлога Кожебергенов погиб, это практически не вызвало вопросов.

## Биография
Родился в 1924 году. Воспитывался в детском доме до 1938 года, когда в возрасте 14 лет был взят на воспитание Истамбеком Тазамбековым.
В Красную Армию, согласно свидетельству опекуна, был призван после начала января 1942 года, когда призвали самого Тазамбекова, а потому физически не мог участвовать в бою у Дубосеково. Несмотря на это, был включён в представление на присвоение звания Героя вместо Кожубергенова Даниила Александровича, после того как выяснилось, что последний остался жив. Так как практически сразу после призыва Алиаскар погиб, подлог не мог быть раскрыт. При этом ему исправили год рождения на 1917, оставив другие данные, такие как нахождение в детдоме и воспитание у Тазамбекова, неизменными.
Указом Президиума Верховного Совета СССР от 21 июля 1942 вместе с другими панфиловцами удостоен звания Героя Советского Союза посмертно. При этом грамоту героя опекун, по его словам, вернул.
Похоронен в деревне Нелидово Волоколамского района Московской области.

## Примечания

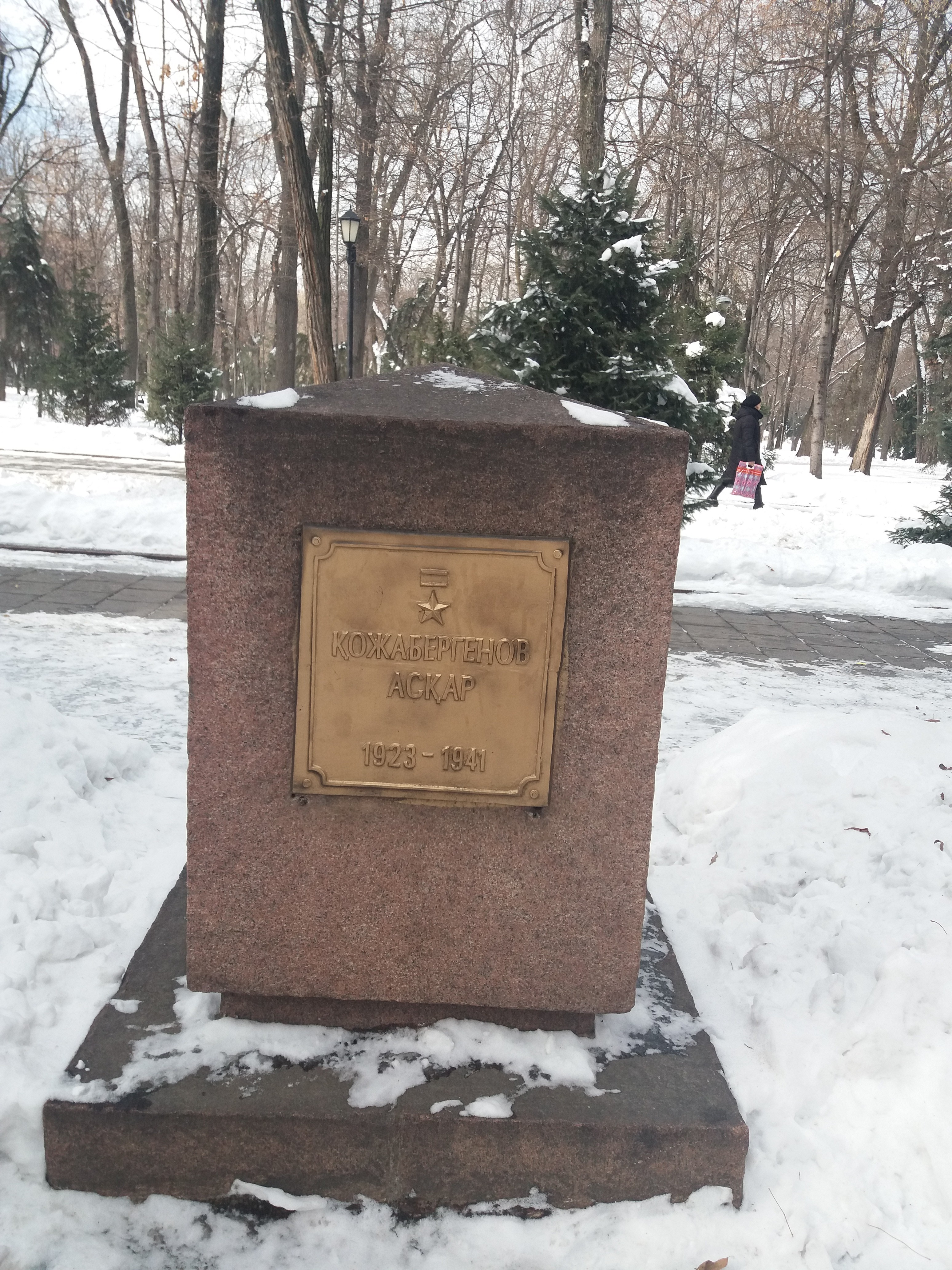
Памятник в Алма-Ате